# X/Open
Le consortium X/Open Company, Ltd. a été formé en 1984 à l’initiative de plusieurs distributeurs européens de systèmes UNIX, dans le but de faire reconnaître les standards ouverts du domaine des technologies de l'information. Plus précisément, il s'agissait d'élaborer une spécification commune aux systèmes d'exploitation dérivés d'UNIX, pour améliorer l’interopérabilité des applications et diminuer les coûts de portage informatique.
X/Open a défendu la marque déposée Unix entre 1993 et 1996, date à laquelle elle fusionna avec l’Open Software Foundation pour donner naissance à The Open Group.

## Historique
Ses membres fondateurs étaient Bull, ICL, Siemens, Olivetti et Nixdorf (parfois désignés sous l'acronyme BISON). Philips et Ericsson les rejoignirent peu après, et l'on adopta alors le nom de « X/Open ».
Le consortium a fait paraître ses spécifications sous le titre X/Open Portability Guide (en abrégé XPG). Le tome 1, publié un an après la formation du groupe de travail (1985), recouvre les interfaces de base des systèmes d'exploitation ; le tome 2 (paru en 1987) aborde les problématiques d'internationalisation, d'interfaces pour terminaux, les communications inter-processus et les langages de programmation compilés C, COBOL, Fortran et Pascal, et enfin les requêtes SQL et ISAM. Dans la plupart des  cas, il ne s'agissait que d'identifier les traits communs aux standards internationaux déjà existants. Le tome 3 (XPG3), publié en 1988, tentait d'établir une convergence avec les normes POSIX certifiées par l'IEEE américaine. Ce volume est, de loin, celui de l’organisation X/Open qui a reçu la plus grande audience.
En 1990, le groupe s'était étendu à 21 membres : outre les cinq fondateurs, il y avait désormais les Européens Philips et Nokia ; AT&T Corporation, Digital, Unisys, Hewlett-Packard, IBM, NCR, Sun Microsystems, Prime Computer, Apollo Computer d'Amérique du Nord ; les Japonais Fujitsu, Hitachi et NEC ; plus l’Open Software Foundation et Unix International.
X/Open a défendu la marque déposée Unix entre 1993 et 1996, date à laquelle elle fusionna avec l’Open Software Foundation pour donner naissance à The Open Group.

## Ses réalisations
L’X/Open Portability Guide a valeur de norme pour les systèmes UNIX publiés à l’origine par X/Open Company Ltd. Elle couvre davantage d'aspects que la norme POSIX, qui ne traite que des interfaces directes.
Le Portability Guide spécifie un environnement d'application commun (CAE) censé permettre la portabilité des applications sur différents systèmes d'exploitation. Il s'agissait d'assurer la compatibilité entre les différentes « implémentations constructeur » d’UNIX, bien que certains constructeurs informatiques en aient appliqués les principes pour des plates-formes non-UNIX. Les cahiers XPG3 et XPG4, parus respectivement en 1989 et en 1992, abordent tous les aspects des systèmes d'exploitation, des langages de programmation et des protocoles auxquels les systèmes réputés compatibles doivent se plier.
L'ultime tome du X Portabilité Guide, le tome 4 (Common Applications Environment Specification Issue 4, ou CAE4), a été publié au mois de juillet 1992 par The Open Group. La Single UNIX Specification reprend les directives du standard XPG4.

## Sommaire du XPG4
Le XPG4 comprend trois chapitres :
- System Interfaces and Headers (XSH),  (ISBN 1-872630-47-2), C202
- Commands and Utilities (XCU),  (ISBN 1-872630-48-0), C203
- System Interface Definitions (XBD),  (ISBN 1-872630-46-4), C204

## Voir également
- (en) Cet article est partiellement ou en totalité issu de l’article de Wikipédia en anglais intitulé « X/Open » (voir la liste des auteurs).
- The OpenGroup, alias X/Open Company
- (en) A History of Unix